# Иксион
Вижте пояснителната страница за други значения на Иксион.
За обекта от пояса на Куйпер вижте 28978 Иксион.
Иксион в древногръцката митология е лапит. Цар е на лапитите в Тесалия. Син е на Флегий и брат на Коронида. Баща е на Пиритой.

## Легенда
Преди да се ожени за дъщерята на цар Деионей, Диа, той обещал на баща ѝ богати дарове. Но когато по-късно баща ѝ дошъл да ги получи, Иксион го убил. Заради това престъпление е преследван от Ериниите, вселяващи безумие, и той полудял. Нито боговете, нито хората искали да го очистят от престъплението. Накрая над него се смилил Зевс, очистил го и дори го допуснал до трапезата на боговете, но Иксион се влюбил в Хера. Зевс пресъздал нейния образ под вид на облак, познат като Нефела. От любовта на Нефела с Иксион се родили кентаврите. Зевс привързал Иксион към вечно въртящо се колело (според много митове – огнено колело) и го хвърлил на небето. Според друг вариант Зевс обрекъл привързания към колелото Иксион на вечни мъки в Тартар.

## В художествената литература
Историята на Иксион е разказана от Диодор, Пиндар, Виргилий в „Георгики“, 4 и „Енеида“, 6, и от Овидий в „Метаморфози“, 12. Някои изследователи свързват огненото колело със слънчевия диск.